# 東麺房

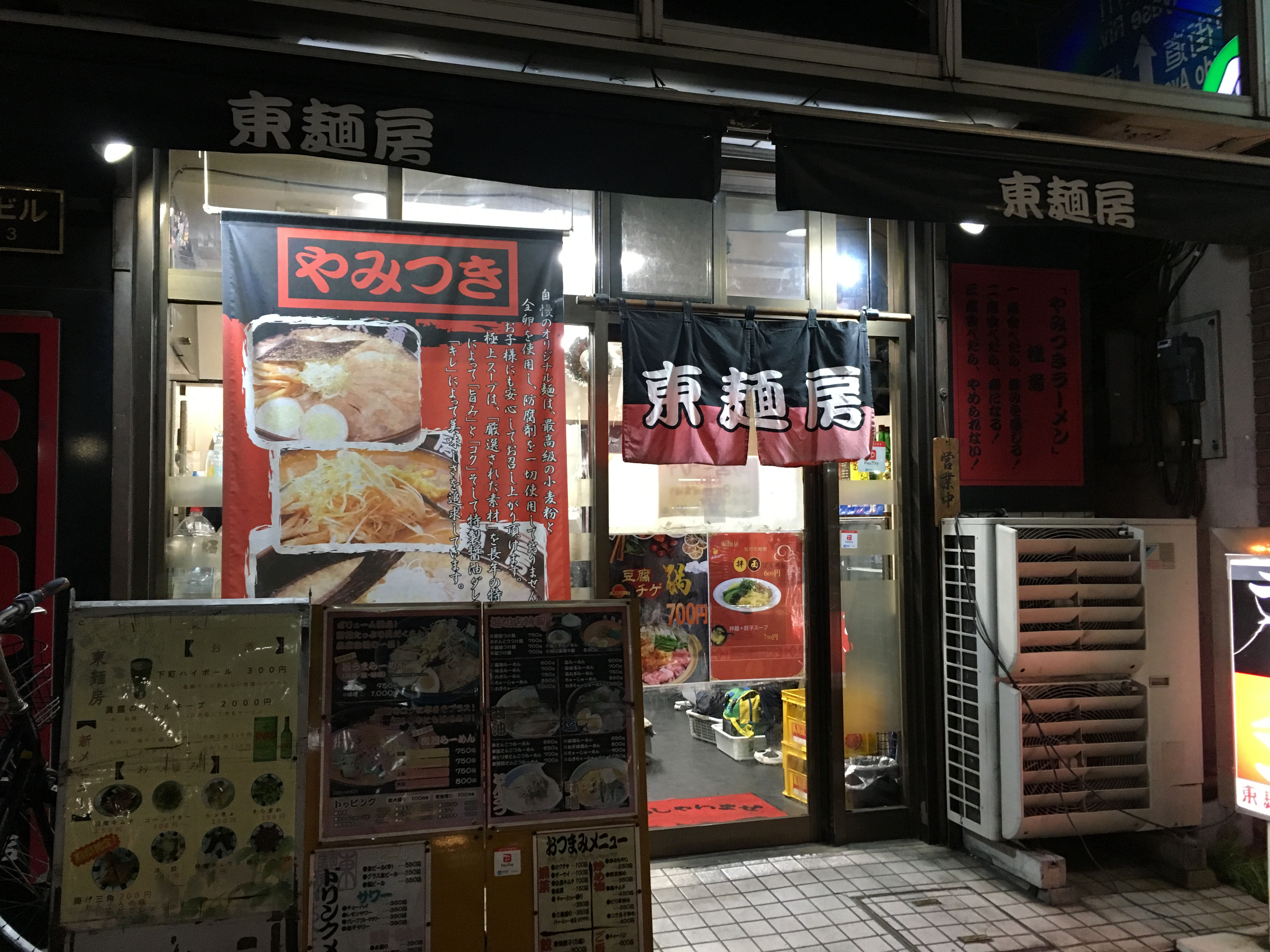
堀切店

東麺房（とうめんぼう）は、東京都葛飾区亀有に本社がある株式会社アイビイケイが手がけているラーメン店チェーンである。

## 概要
2000年に1号店オープン。その後、関東地区を中心に、フランチャイズを展開。ねぎ味噌やみつきラーメンやつけあわせのカクテキが人気である。
現在は東北から九州まで日本全国に展開している。

## 店舗一覧
（2013年現在）

### 関東地区
- （7店舗）　本庄駅前店、環七大杉店、目白店、成田取香店、門前仲町店、茅場町店、堀切店

### 中部地区
- （2店舗）　東員店、豊科店

### 関西地区
- （2店舗）　加古川店、箕谷店

### 中国・四国地区
- （3店舗）　倉吉店、広島三篠店、米子店

### 九州地区
- （1店舗）　諫早店

## ラーメンの種類

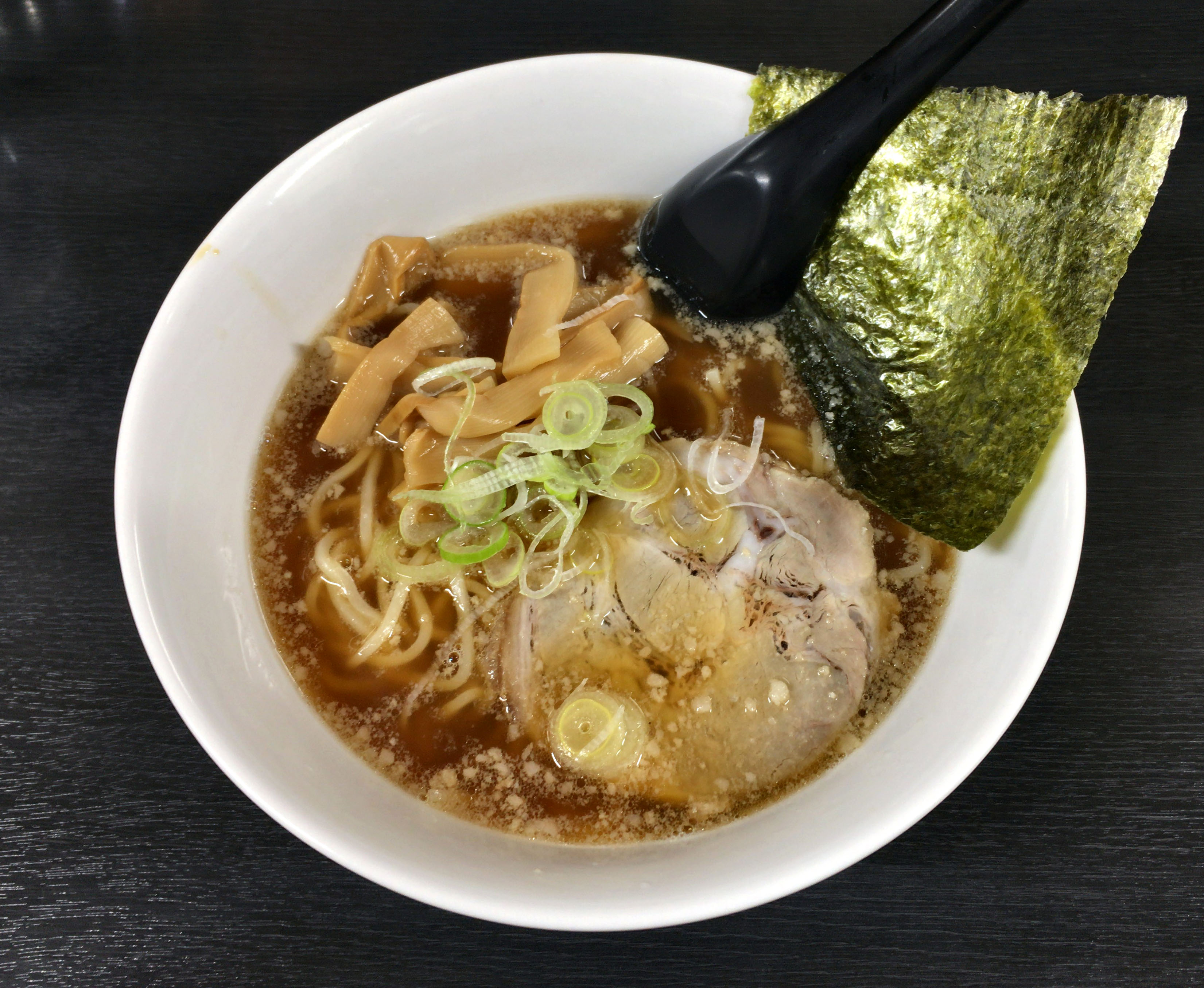
やみつきラーメン（醤油）

- やみつきラーメン（醤油、味噌、塩）、超やみつきラーメン（醤油）、激裂ラーメン
- トッピング・・・ねぎ、チャーシュー、コーン、のり、味付玉子、メンマ、炒めもやし
- サイドメニュー・・・餃子、ミニ豚丼、ミニチャーシュー丼

など（季節・店舗による限定メニューもある。）